# Louis St. Martin
Louis St. Martin (* 17. Mai 1820 im St. Charles Parish, Louisiana; † 9. Februar 1893 in New Orleans, Louisiana) war ein US-amerikanischer Politiker. Zwischen 1851 und 1853 sowie nochmals zwischen 1885 und 1887 vertrat er den Bundesstaat Louisiana im US-Repräsentantenhaus.

## Werdegang
Louis St. Martin besuchte das St. Mary’s College in Missouri und das Jefferson College in Louisiana. Danach arbeitete er in einem Notariat. Gleichzeitig studierte er Jura; später hat er aber nicht als Jurist gearbeitet. Nach seinem Studium wurde er Angestellter in einem Postbüro in New Orleans. Gleichzeitig begann er als Mitglied der Demokratischen Partei eine politische Laufbahn.
Im Jahr 1840 wurde St. Martin erstmals in das Repräsentantenhaus von Louisiana gewählt. Zwischen 1846 und 1850 war er erneut Abgeordneter im Staatsparlament. Von 1846 bis 1849 arbeitete er für das Bundeskatasteramt im südlichen Teil des Staates Louisiana. Bei den Kongresswahlen des Jahres 1850 wurde St. Martin im ersten Wahlbezirk von Louisiana in das US-Repräsentantenhaus in Washington, D.C. gewählt, wo er am 4. März 1851 die Nachfolge von Emile La Sére antrat. Da er im Jahr 1852 auf eine erneute Kandidatur verzichtete, konnte er bis zum 3. März 1853 nur eine Legislaturperiode im Kongress absolvieren. Diese war von den Diskussionen um die Frage der Sklaverei im Vorfeld des Bürgerkrieges überschattet. Im Jahr 1852 war er Delegierter zur Democratic National Convention in Baltimore, auf der Franklin Pierce als Präsidentschaftskandidat nominiert wurde.
Nach seinem Ausscheiden aus dem US-Repräsentantenhaus wurde St. Martin im Handel tätig. In der Stadt New Orleans wurde er mit der Betreuung des Wählerverzeichnisses beauftragt. Nachdem der Staat Louisiana, der sich 1861 den Konföderierten Staaten angeschlossen hatte, im Jahr 1864 während des Bürgerkriegs weitgehend von Truppen der Union besetzt war, wurden dort Wahlen für den US-Kongress abgehalten. Dabei wurde St. Martin erneut gewählt; er konnte sein Mandat in Washington aber nicht antreten, weil der Staat Louisiana noch nicht wieder in die Union aufgenommen worden war. Im Jahr 1868 wurde St. Martin wiederum ins Repräsentantenhaus gewählt. Auch dieses Mal wurde ihm sein Sitz verweigert, weil der Kongress die Gültigkeit seiner Wahl anzweifelte.
In den Jahren 1868, 1876 und 1880 war Louis St. Martin erneut Delegierter auf den jeweiligen Bundesparteitagen der Demokraten. Bei den Kongresswahlen des Jahres 1884 wurde er noch einmal in das US-Repräsentantenhaus in Washington gewählt. Dort trat er am 4. März 1885 die Nachfolge von Carleton Hunt an. Bis zum 3. März 1887 konnte er eine weitere Legislaturperiode im Kongress verbringen. St. Martin starb am 9. Februar 1893 in New Orleans.